# Sous le vent (marine)
Pour les articles homonymes, voir Sous le vent.

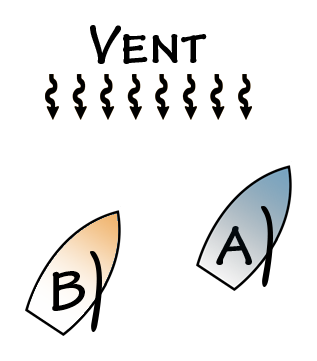
B est sous le vent de A.

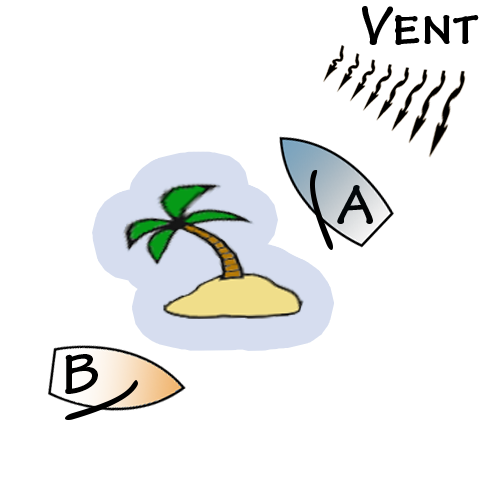
B passe sous le vent de l’île (A est au vent).

L'expression « sous le vent » s'utilise pour situer un objet dans l'espace en indiquant qu'il se trouve du côté opposé à celui d'où souffle le vent, par rapport à un objet servant de référence. Ainsi, l'objet est en deçà d'une ligne perpendiculaire au vent passant par l'objet, et reçoit le vent en second.
Sur un navire, l'expression s'utilise à la fois pour désigner l'un des côtés du bateau (celui où les voiles sont bombées sur un voilier), et pour désigner une portion du plan d'eau.
L'expression peut aussi être utilisée par rapport à un autre point de référence, par exemple « mouiller sous le vent des falaises ».
Le règlement international pour prévenir les abordages en mer utilise ce terme dans la règle 12 pour les navires à voile.

## Tactiques liées à la position par rapport au vent

### En régate
En général la position sous le vent n'est pas tactiquement avantageuse en régate, le voilier sous le vent recevant un flux d'air perturbé par le bateau au vent. C'est particulièrement vrai si le bateau sous le vent se trouve en arrière du bateau au vent : les manuels de course à la voile comme celui de Manfred Curry (en) qualifient cette situation de « position sans issue » et conseillent de virer pour se dégager avant d'avoir trop perdu de terrain sur l'adversaire. Le bateau au vent ne se privera généralement pas de virer aussi (duel de virements de bords) pour maintenir son avantage, ce qui donne d'intéressantes passes d'armes pour les spectateurs en particulier dans les matches à deux voiliers comme la fameuse Coupe de l'America.
Cependant il existe aussi une position dite « favorable sous le vent » : elle suppose que le voilier sous le vent (qui est prioritaire) soit nettement en avant du bateau au vent et soit capable de serrer le vent de quelques degrés de plus, en « sortant » littéralement son adversaire et en l'obligeant à virer, faute de quoi il serait disqualifié en cas de contact. Elle est précieuse pour expédier l'adversaire du côté du plan d'eau où le vent est réputé moins fort ou moins favorable.

### En combat naval
Pour le combat en mer entre vaisseaux de ligne, la position par rapport au vent est aussi un élément important à prendre en compte. On considère généralement que c'est le bateau au vent qui a l'avantage, car sa position lui donne l'initiative. Il peut plus facilement engager ou rompre le combat, réagir aux manœuvres de l’adversaire ou tenter de mettre une volée de poupe, partie peu protégée des navires, en se laissant dépasser et en abattant derrière son opposant. Le bateau sous le vent ne peut principalement compter que sur sa vitesse pour désengager le combat.
Le vent a par ailleurs tendance à dégager plus efficacement la fumée de l'artillerie du bateau au vent, alors que celle-ci va envahir le pont du bateau sous le vent.
Enfin, le vent donne de la gîte aux deux adversaires et influe sur l'emploi de l'artillerie : le bateau sous le vent voit sa coque se relever du côté du combat, ce qui facilite l'emploi de la batterie du pont inférieur, celle de plus gros calibre, et favorise un tir haut propre à démâter et immobiliser l'adversaire. À l’inverse, le bateau au vent prend du roulis vers l'intérieur du combat, ce qui abaisse la ligne de mire des canons et favorise un tir au ras de l'eau pour percer la coque et couler l'adversaire. Cependant, la batterie du pont inférieur se rapproche de l'eau au point d'être inutilisable en cas de mer trop formée.
Ces enjeux expliquent que les combats proprement dits étaient précédés de manœuvres pouvant parfois durer plusieurs heures afin d’obtenir une position favorable par rapport au vent.